# エイベル・P・アップシャー (駆逐艦)
|          |                                                     |
| 艦歴     |                                                     |
| 発注     |                                                     |
| 起工     | 1918年8月20日                                       |
| 進水     | 1920年2月14日                                       |
| 就役     | 1920年11月23日 1939年12月4日                        |
| 退役     | 1922年8月7日 1940年9月4日                           |
| 除籍     |                                                     |
| その後   | イギリス海軍に貸与。 1945年にスクラップとして廃棄   |
| 性能諸元 |                                                     |
| 排水量   | 1,308トン                                           |
| 全長     | 314 ft 4 in (95.8 m)                                |
| 全幅     | 30 ft 11 in (9.4 m)                                 |
| 吃水     | 9 ft 4 in (2.8 m)                                   |
| 機関     | ギアード・タービン2軸推進、26,500 SHP (20 MW)       |
| 最大速   | 35.18 ノット (65 km/h)                              |
| 航続距離 | 4,900 海里 (9,100 km)（15ノット時）                 |
| 乗員     | 士官、兵員122名                                     |
| 兵装     | 4インチ砲4門、3インチ砲1門、 21インチ魚雷発射管12基 |

エイベル・P・アップシャー (USS Abel P. Upshur, DD-193) は、アメリカ海軍の駆逐艦。クレムソン級駆逐艦の1隻。艦名はエイベル・アップシャー海軍長官に因む。

## 艦歴
エイベル・P・アップシャーは1918年8月20日にバージニア州ニューポート・ニューズのニューポート・ニューズ造船所で起工した。1920年2月14日にジョージ・J・ベンソン（アップシャー長官の曾孫姪）によって命名、進水し、1920年11月23日にフィラデルフィア海軍造船所で艦長ヴィンセント・H・ゴッドフリィ大尉の指揮下就役する。
就役に続いてエイベル・P・アップシャーは大西洋艦隊第3戦隊第37駆逐艦分艦隊に配属された。エイベル・P・アップシャーは東海岸沿いに巡航し、艦隊演習および訓練に参加した。その後1922年8月7日にフィラデルフィア海軍造船所で予備役となる。
エイベル・P・アップシャーは1928年3月からワシントン海軍工廠でコロンビア特別区の海軍予備役兵のための訓練艦任務に就き、同任務を1930年11月5日まで継続、その後財務省に移管された。エイベル・P・アップシャーは海軍を除籍され、沿岸警備隊で密造酒の摘発任務に従事した。
1934年5月21日にエイベル・P・アップシャーは海軍に返還されたが、フィラデルフィアで予備役として保管され、1939年12月4日に再就役し大西洋戦隊に配属された。再就役後は東海岸沿いに中立パトロールを行った。
1940年9月9日、エイベル・P・アップシャーはノバスコシア州ハリファックスで解役され、イギリス海軍に移管された。これは、イギリスの大西洋植民地の基地使用権と交換にアメリカ合衆国が50隻の旧式駆逐艦を貸与する協定によるものであった。1941年1月8日、エイベル・P・アップシャーの名はアメリカ海軍の艦籍簿から再び除かれた。

### イギリス海軍で
イギリス海軍ではクレア (HMS Clare) の艦名で、最初のタウン級小艦隊に配属される。1940年9月26日に北アイルランドのベルファストに到着、クレアは第7護衛グループに加わり、大西洋を横断する船団の護衛任務に就く。1941年2月20日、沈没したイギリスの汽船リグマー (Rigmor) の乗組員を救助した。21日の朝早くにクレアはピータートウム (Petertoum) と衝突し、小破した。
プリマスでの修理後、3月から10月までクレアは第41護衛グループと共に船団護衛任務を再開した。クレアは長距離護衛任務のため前方2基のボイラーを撤去し、燃料タンクを増設した。この改修によって航続距離は延長したものの、最高速度は25ノットまで減少した。また、ヘッジホッグおよび追加の爆雷が装備されたため艦首部分の重量が増加、それを軽減するためオリジナルの兵装である50口径4インチ砲3門と3連装魚雷発射管1基が撤去された。
1942年秋にクレアはトーチ作戦（連合軍のモロッコ、アルジェリアへの上陸作戦）に参加する。クレアはアルジェへの上陸を支援した。1942年11月12日、オランの北方でドイツのUボートを攻撃、これを撃沈した。クレアは11月17日にジブラルタルを出航しイギリスに帰還、大西洋横断の船団護衛任務を再開した、
1943年7月、クレアはハスキー作戦（連合軍のシチリア島侵攻作戦）に参加した。その後9月にウェールズのカーディフで乾ドック入りする。1944年5月に戦線復帰し、航空機のための標的艦任務に従事する。1945年8月、クレアはスコットランドのグリーノックで予備役となった。